# 天仪研究院
天仪研究院是一家总部位于湖南省长沙市的中国民营航天企业，于2015年成立，并在四川、北京和卢森堡设有分公司。它是一家商业化的合成孔径雷达（SAR）遥感卫星及科研卫星制造商，且提供SAR卫星数据，公司已拥有三颗SAR卫星。

## 发展
公司创始人杨峰2003年毕业于北京航空航天大学电子工程系，后在加拿大获得硕士学位，回到中国后从事其他行业。2016年1月于长沙高新区正式成立天仪研究院（另一说2015年5月），同年成功发射“潇湘一号”卫星。2019年完成第二代标准化平台研发，可年产10颗小型卫星。截至2023年11月，可年产50颗立方星和10颗500公斤级平板可折叠卫星。2020年初开始攻关合成孔径雷达遥感卫星，2020年底成功发射中国首颗商业合成孔径雷达卫星“海丝一号”。
长沙天仪研究院的数十名员工中，过半为研发人员。

## 已发射卫星
- 潇湘一号，重量8千克，中国首颗商业化科学实验卫星[8]
- 巢湖一号、海丝一号、涪城一号等合成孔径雷达（SAR）卫星[5]，几百公斤级
- 鸿鹄卫星，50千克级空间科学试验卫星
- 鸿鹄二号[5]
- 陈家镛一号（DIDO-2），与以色列SpacePharma公司等联合研制，用于微重力化工实验。[3]
- 天仪33卫星（湖科大一号[5]），50千克级空间科学试验卫星，天仪研究院与湖南科技大学联合研制

截至2023年12月，天仪研究院参与18次发射任务，成功将30颗卫星送入太空。

## 争议
2023年1月26号，美国商务部工业和安全局将天仪研究院列入贸易黑名单，理由是天仪研究院向俄罗斯瓦格纳集团提供乌克兰的卫星影像。天仪研究院予以否认，称没有支持俄乌战场或瓦格纳集团的活动。